# Меморијални комплекс у Идвору
45° 11′ 24″ С; 20° 30′ 45″ И / 45.19° С; 20.51247° И
Меморијални комплекс у Идвору је основан у Идвору, у спомен на рад и заслуге српског научника, проналазача, професора на Универзитету Колумбија и добротвора Михајила Пупина (1854-1935). Представља знаменито место и заштићено непокретно културно добро од изузетног значаја. Утврђен је за непокретно културно добро - знаменито место 1957. године, а од изузетног значаја 1990. године.
У оквиру комплекса се налази Храм Благовести Пресвете Богородице, црква у којој је Пупин крштен. Школа, задужбина и црква се налазе у централном сеоском парку.

## Михајло Пупин
Михајло Пупин је рођен у банатском Идвору, у близини Панчева, 9. октобра 1854, а умро је 12. марта 1935. године у Сједињеним Америчким Државама. Са 19 година је отишао у Америку, где је похађао Колумбија колеџ у Њујорку. Стручно образовање стекао је на универзитетима у Кембриџу и Берлину. Након завршетка студија постаје професор теоријске физике и електромеханике Колумбија универзитета. Као један од најпознатијих физичара и електроничара у свету, са укупно 24 патентирана проналаска, између осталих секундарних Х зрака, или Пупинових калемова, помоћу којих се омогућава пренос телефонских разговора на велике даљине. Године 1920. одликован је Едисоновом наградом за допринос развоју науке. Свој живот описао је у делу „From Immigrant to Inventor” (у Југославији објављеног под насловом „Са пашњака до научењака”), за које је 1924, године награђен Пулицеровом наградом. Светски познате физичке лабораторије чувеног Колумбија универзитета носе Пупиново име. Боравећи у Америци активно је учествовао у животу тамошњих Срба, а својим утицајем помогао Србији у активностима око уједињења и одређивања граница после I светског рата.